# Ossett
Ossett è una località di 21.284 abitanti della contea del West Yorkshire, in Inghilterra, municipio fino al 1974.